# Stig Inge Bjørnebye
Stig Inge Bjørnebye (Elverum, Noruega, 11 de diciembre de 1969) es un exfutbolista, entrenador y director deportivo noruego. Jugó preferentemente de lateral izquierdo en equipos de Dinamarca, Inglaterra y de su propio país, aunque destacó principalmente en el Liverpool F. C. Tras su retiro en marzo de 2003 fue elegido segundo entrenador de la selección de fútbol de Noruega, cargo que dejó tres años después para reemplazar a Tom Nordlie como técnico del I. K. Start. Luego, en 2015, fue nombrado director deportivo del Rosenborg Ballklub, puesto al que renunció voluntariamente a finales del 2019. En 2021 asumió este mismo cargo en el Aarhus GF de la Superliga de Dinamarca.
Como jugador destacó por sus precisos centros desde la banda. Descrito como un «sólido y prudente lateral izquierdo», compitió durante dieciséis años y jugó ciento noventa y cuatro partidos en la Premier League hasta que una lesión lo obligó a retirarse. Con su selección participó en los mundiales de 1994, 1998 y en la Eurocopa del 2000, además de disputar setenta y cinco partidos y anotar un gol.

## Carrera en clubes
Bjørnebye nació en Elverum y es hijo del esquiador Jo Inge, competidor en los Juegos Olímpicos de Invierno de 1968 y 1972, y de quien sintió interés por ser saltador de esquí cuando era niño. Su deseo principal era seguir el camino de su padre, hasta que a los seis años comenzó a ver junto a él partidos del Liverpool, lo que despertó su interés por el fútbol. Como le gustaban ambas disciplinas las practicó de manera paralela, pero el ser esencialmente suplente durante la Gothia Cup le hizo decantarse por el salto en esquí. Aunque pudo superar los cien metros en algunas ocasiones, notó que no tenía un gran talento para ese deporte, por lo que decidió enfocarse solo en el fútbol.
Su carrera como futbolista empezó como juvenil en el club de su localidad, el Elverum Fotball, antes de unirse al Strømmen I. F. a finales de la década de 1980. En 1989 fue traspasado al KIL Toppfotball de la Tippeligaen, donde logró consolidarse en la titularidad y jugar por tres temporadas, hasta que en 1992 el Rosenborg Ballklub lo contrató, equipo con el que ganó en su primer año la liga y la copa de su país, además de anotar el gol decisivo de la final de esta última contra el Lillestrøm S. K.
Sus actuaciones justificaron su inclusión en la selección nacional noruega y atrajeron la atención del, en ese entonces, técnico del Liverpool, Graeme Souness, que para reemplazar en esa posición a David Burrows pagó 600 000 GBP por el pase de Bjørnebye cuando aún no cumplía un año en el Rosenborg. Debutó oficialmente el 19 de diciembre de 1992 en la derrota por 5-1 ante el Coventry City, y durante su primera temporada sus dificultades para adaptarse a la Premier League provocaron críticas de aficionados, escépticos de su habilidad en el terreno de juego, por lo que fue cedido al Rosenborg en 1994.
Bajo la dirección técnica de Roy Evans el jugador mejoró su rendimiento comparado a las campañas pasadas. Se ganó un puesto de titular tras reemplazar a Julian Dicks en la posición de lateral izquierdo y tuvo una destacada participación en la victoria por 2-1 ante el Bolton Wanderers en la final de la Copa de la Liga de Inglaterra, pero posteriormente sufrió una fractura de pierna en la victoria por 3-1 contra el Southampton que acabó su temporada y le entregó la titularidad a Steve Harkness.
Tuvo que recuperarse por varios meses, por lo que solo pudo jugar dos partidos durante la temporada 1995-1996, pero tras su regreso definitivo, y debido a las lesiones de otros candidatos en su puesto, volvió a la titularidad y anotó su primer gol con el Liverpool el 17 de agosto de 1996 en el empate 3-3 contra el Middlesbrough. Sus asistencias precisas a Robbie Fowler y Stan Collymore contribuyeron a que el club luchara seriamente por el título y, además, le valieron formar parte del equipo del año de la P. F. A. en 1996-1997 junto a sus compañeros Steve McManaman y Mark Wright. La adquisición de Steve Staunton y la llegada del técnico Gérard Houllier en 1998-1999 limitaron las oportunidades de Bjørnebye en el primer equipo, lo que terminó finalmente por marginarlo. Sin embargo, constantemente enfatizó su determinación de quedarse y dijo al respecto: «si yo no sintiera un dolor en mi estómago hubiera dejado al Liverpool por lo menos en unas tres ocasiones antes».
Tras no ser capaz de ganarle el puesto a Staunton y a Dominic Matteo aceptó jugar cedido en el Brøndby I. F. danés el 2000, donde consiguió el segundo lugar del torneo de liga. Ese mismo año decidió desligarse definitivamente del Liverpool tras aceptar, luego de acabar su participación en la Eurocopa, una oferta por 300 000 GBP del Blackburn Rovers, equipo dirigido por su exentrenador, Graeme Souness. En su primera temporada con el cuadro inglés logró el ascenso a la Premier League y, además, anotó su único gol con el Blackburn en el empate 2-2 ante el Portsmouth, el 11 de noviembre de 2000. Dos años después obtuvo su último título como jugador tras ganar la final de la Copa de la Liga 2001-2002 al Tottenham Hotspur por 2-1.
Sucesivas lesiones tras el triunfo en la copa mermaron el rendimiento de Bjørnebye y lo llevaron eventualmente al retiro. Durante su preparación para la temporada 2002-2003 sufrió en un entrenamiento la fractura de la cavidad de un ojo y quedó aquejado de diplopía, por lo que tuvo que someterse a cirugía y mantenerse por siete meses en recuperación. Además, otra lesión el 17 de diciembre de 2002 en un partido de la Copa de la Liga contra el Wigan Athletic, que ganaron por 2-0, empeoró mientras se recuperaba en Noruega y requirió una cirugía de emergencia para evitar la posibilidad que le amputaran el pie.
Finalmente, el 11 de marzo de 2003 anunció su retiro debido a los problemas de diplopía. Al respecto, su entrenador en el Blackburn, Graeme Souness, dijo: «Es un día muy triste. Pienso que no podría ser peor para Stig, un profesional consumado y dedicado. Es tan profesional como todos con los que he trabajado. No podría nombrar a nadie mejor, un buen modelo a seguir y un verdadero ser humano. Stig tuvo una carrera maravillosa, es una pena que haya terminado con un extraño accidente en el entrenamiento, ya que sentía, con mucha razón, que podría haber jugado más tiempo».

## Carrera en la selección nacional
Bjørnebye jugó setenta y cinco veces por Noruega y marcó un gol olímpico en la victoria por 1-0 ante Estados Unidos, el 8 de septiembre de 1993. Tras representar a su país tanto a niveles menores, en la sub-21 y en su selección B, debutó con la selección mayor el 31 de mayo de 1989 ante Austria. La mayoría de sus convocatorias fueron durante el período de ocho años de Egil Olsen como entrenador de Noruega, que utilizaba una táctica de «pases largos» dependiente de la altura media de los jugadores convocados. En este esquema, Bjørnebye generalmente asistía al espigado delantero Jostein Flo, lo que fue conocido en su país como «Flo Pass». A pesar de las críticas que recibió el estilo defensivo y centrado en pases largos de Olsen, consiguió la clasificación a los mundiales de 1994 y 1998, en los cuales Bjørnebye jugó en total siete partidos entre los dos torneos.
Tras Francia 98 el jugador decidió retirarse del seleccionado nacional para centrarse más en su carrera en clubes y en su familia. Aunque, e inesperadamente, cambió de parecer luego que Nils Johan Semb lo convenciera para participar de la Eurocopa 2000. Tras no jugar en la victoria por 1-0 ante España, debutó en la competencia tras reemplazar a los treinta y cinco minutos a su compañero del Liverpool, Vegard Heggem, en la caída por el mismo marcador contra Yugoslavia. Finalmente entró como titular en el empate sin goles ante Eslovenia, que definió su eliminación del torneo. Su último partido internacional fue el 7 de octubre del 2000 en el empate 1-1 contra Gales, válido por las clasificatorias a Corea y Japón 2002. Con sus setenta y cinco apariciones, Bjørnebye es el décimo cuarto jugador con más partidos en la selección noruega.

## Carrera como entrenador y director deportivo
Bjørnebye retornó al fútbol, tras no tener la capacidad de jugarlo, cuando la Federación Noruega de Fútbol lo seleccionó el año 2003 para reemplazar a Harald Aabrekk como asistente técnico de la selección noruega, dirigida por el recién nombrado Åge Hareide. Antes del anuncio, los medios en Inglaterra decían que el exjugador estaba considerado por el Blackburn para convertirse en su nuevo cazatalentos.
Tras tres años dejó el cargo para suceder a Tom Nordlie como entrenador del I. K. Start, donde consiguió el éxito rápidamente en su primera temporada. El club compitió en Europa y Bjørnebye fue el entrenador mejor pagado, por delante de su predecesor, con un ingreso de casi 7 000 000 NOK. Su estadía allí duró dos temporadas tras ser despedido en septiembre de 2007 luego de una serie de malos resultados que dejaron al equipo al borde del descenso a la Adeccoligaen. En su reemplazo llegó Benny Lennartsson, que no pudo mantener al I. K. Star en la Tippeligaen.
Tras esta experiencia, en 2012 comenzó a trabajar con la Federación Noruega de Fútbol en el desarrollo del fútbol formativo de su país. El 8 de abril de 2013, asumió el cargo de gerente de desarrollo, donde se encargó de coordinar las actividades desarrolladas por los equipos nacionales de niños.
El 15 de marzo de 2015 sucedió a Erik Hoftun como director deportivo del Rosenborg Ballklub de la Eliteserien. Durante su período el fichaje más destacado del club fue el del delantero danés Nicklas Bendtner, quien firmó contrato por tres años el 6 de marzo de 2017. Además de esto, el equipo ganó el doblete de liga y copa de manera consecutiva en 2015 y 2016, logro que ningún club noruego había obtenido por dos años seguidos. Sin embargo, su trabajo comenzó a ser criticado por la hinchada del Rosenborg en 2019: el club tuvo un mal desempeño en la Eliteserien y fue eliminado por el Aalesunds F. K. en la Copa de Noruega, se le señaló como el principal promotor de la llegada del entrenador Eirik Horneland y remarcaron la mala administración de la contratación de Bendtner, que no era titular con Horneland. Finalmente, el 14 de noviembre del mismo año, Bjørnebye dejó el cargo cuando aún le quedaban dos años de contrato. Durante su gestión el Rosenborg consiguió un total de nueve trofeos: cuatro veces la liga local, otras tres ocasiones la copa y dos Supercopa de Noruega.
El 14 de abril de 2021 asumió la dirección deportiva del Aarhus GF danés, equipo de primera división que terminó la temporada anterior en la cuarta posición y que estaba clasificado para la Liga Europa Conferencia de la UEFA.

## Vida privada
Bjørnebye está casado con la exjugadora de handball del Byåsen IL Hege Frøseth, con quien tuvo tres hijos: Julie estudió actuación, mientras que Iselin se dedicó al handball y Tobías se volvió futbolista. En 2008 formó parte del Cómite Académico de Prensa (Pressens Faglige Utvalg) como representante del público general. Además, al año siguiente, escribió un libro autobiográfico llamado Losrivelse (lit. «Desapego») que relata su experiencia con la soledad y la ansiedad social que sufrió durante su tiempo como jugador del Liverpool. Esto le valió ser premiado por Mental Helse de Noruega, una asociación encargada de enfrentar problemas de salud mental en el país, por la importancia del mensaje que entregó para salir adelante en este tipo de situaciones.

## Estadísticas
Clubes
| Club                                  | Temporada           | Div.                | Liga     | Liga  | Copas nacionales(1) | Copas nacionales(1) | Copas internacionales(2) | Copas internacionales(2) | Total    | Total |
| Club                                  | Temporada           | Div.                | Partidos | Goles | Partidos            | Goles               | Partidos                 | Goles                    | Partidos | Goles |
| Strømmen I. F. · Noruega              | 1988                | 2.ª                 | 19       | 0     | 0                   | 0                   | -                        | -                        | 19       | 0     |
| Strømmen I. F. · Noruega              | Total club          | Total club          | 19       | 0     | 0                   | 0                   | 0                        | 0                        | 19       | 0     |
| KIL Toppfotball · Noruega             | 1989                | 2.ª                 | 21       | 2     | 0                   | 0                   | 0                        | 0                        | 21       | 0     |
| KIL Toppfotball · Noruega             | 1990                | 2.ª                 | 20       | 0     | 0                   | 0                   | 0                        | 0                        | 20       | 0     |
| KIL Toppfotball · Noruega             | 1991                | 1.ª                 | 21       | 1     | 0                   | 0                   | 0                        | 0                        | 21       | 1     |
| KIL Toppfotball · Noruega             | Total club          | Total club          | 62       | 3     | 0                   | 0                   | 0                        | 0                        | 62       | 3     |
| Rosenborg Ballklub · Noruega          | 1992                | 1.ª                 | 21       | 3     | 0                   | 0                   | 0                        | 0                        | 21       | 3     |
| Rosenborg Ballklub · Noruega          | Total club          | Total club          | 21       | 3     | 0                   | 0                   | 0                        | 0                        | 21       | 3     |
| Liverpool F. C. Inglaterra            | 1992-93             | 1.ª                 | 11       | 0     | 2                   | 0                   | 0                        | 0                        | 13       | 0     |
| Liverpool F. C. Inglaterra            | 1993-94             | 1.ª                 | 9        | 0     | 1                   | 0                   | 0                        | 0                        | 10       | 0     |
| Liverpool F. C. Inglaterra            | Total club          | Total club          | 20       | 0     | 3                   | 0                   | 0                        | 0                        | 23       | 0     |
| Rosenborg Ballklub (Cesión) · Noruega | 1994                | 1.ª                 | 8        | 0     | 0                   | 0                   | 0                        | 0                        | 8        | 0     |
| Rosenborg Ballklub (Cesión) · Noruega | Total club          | Total club          | 8        | 0     | 0                   | 0                   | 0                        | 0                        | 8        | 0     |
| Liverpool F. C. Inglaterra            | 1994-95             | 1.ª                 | 31       | 0     | 13                  | 0                   | 0                        | 0                        | 44       | 0     |
| Liverpool F. C. Inglaterra            | 1995-96             | 1.ª                 | 2        | 0     | 0                   | 0                   | 0                        | 0                        | 2        | 0     |
| Liverpool F. C. Inglaterra            | 1996-97             | 1.ª                 | 38       | 2     | 6                   | 0                   | 8                        | 2                        | 52       | 4     |
| Liverpool F. C. Inglaterra            | 1997-98             | 1.ª                 | 25       | 0     | 3                   | 0                   | 4                        | 0                        | 32       | 0     |
| Liverpool F. C. Inglaterra            | 1998-99             | 1.ª                 | 23       | 0     | 4                   | 0                   | 4                        | 0                        | 31       | 0     |
| Liverpool F. C. Inglaterra            | Total club          | Total club          | 119      | 2     | 26                  | 0                   | 16                       | 2                        | 161      | 4     |
| Brøndby I. F. Dinamarca               | 1999-00             | 1.ª                 | 13       | 2     | 0                   | 0                   | 0                        | 0                        | 13       | 2     |
| Brøndby I. F. Dinamarca               | Total club          | Total club          | 13       | 2     | 0                   | 0                   | 0                        | 0                        | 13       | 2     |
| Blackburn Rovers Inglaterra           | 2000-01             | 1.ª                 | 32       | 1     | 5                   | 0                   | 0                        | 0                        | 37       | 1     |
| Blackburn Rovers Inglaterra           | 2001-02             | 1.ª                 | 23       | 0     | 5                   | 0                   | 0                        | 0                        | 28       | 0     |
| Blackburn Rovers Inglaterra           | 2002-03             | 1.ª                 | 0        | 0     | 1                   | 0                   | 0                        | 0                        | 1        | 0     |
| Blackburn Rovers Inglaterra           | Total club          | Total club          | 55       | 1     | 10                  | 0                   | 0                        | 0                        | 66       | 1     |
| Total en su carrera                   | Total en su carrera | Total en su carrera | 317      | 11    | 40                  | 0                   | 16                       | 2                        | 373      | 12    |

| Selección noruega | Selección noruega | Selección noruega |
| Año               | Partidos          | Goles             |
| ----------------- | ----------------- | ----------------- |
| 1989              | 6                 | 0                 |
| 1990              | 4                 | 0                 |
| 1991              | 3                 | 0                 |
| 1992              | 11                | 0                 |
| 1993              | 8                 | 1                 |
| 1994              | 10                | 0                 |
| 1995              | 3                 | 0                 |
| 1996              | 6                 | 0                 |
| 1997              | 8                 | 0                 |
| 1998              | 12                | 0                 |
| 1999              | 0                 | 0                 |
| 2000              | 5                 | 0                 |
| Total             | 76                | 1                 |

| Equipo      | Desde               | Hasta                   | Récord   | Récord  | Récord    | Récord   | Récord                  |
| Equipo      | Desde               | Hasta                   | Partidos | Ganados | Empatados | Perdidos | Porcentaje de victorias |
| ----------- | ------------------- | ----------------------- | -------- | ------- | --------- | -------- | ----------------------- |
| I. K. Start | 15 de julio de 2006 | 5 de septiembre de 2007 | 40       | 13      | 8         | 19       | 32.50%                  |
| Total       | Total               | Total                   | 40       | 13      | 8         | 19       | 32.50%                  |

## Palmarés

### Campeonatos nacionales
| Título                        | Club             | País       | Año       |
| ----------------------------- | ---------------- | ---------- | --------- |
| Tippeligaen                   | Rosenborg B. K.  | Noruega    | 1991-1992 |
| Copa de Noruega               | Rosenborg B. K.  | Noruega    | 1992      |
| Tippeligaen                   | Rosenborg B. K.  | Noruega    | 1993-1994 |
| Copa de la Liga de Inglaterra | Liverpool F. C.  | Inglaterra | 1995      |
| Copa de la Liga de Inglaterra | Blackburn Rovers | Inglaterra | 2002      |

### Distinciones individuales
| Distinción                              | Año       |
| --------------------------------------- | --------- |
| Parte del Equipo del Año de la P. F. A. | 1996-1997 |